# Schoolhouse Lake Park
Schoolhouse Lake Park är en park i Kanada.   Den ligger i provinsen British Columbia, i den centrala delen av landet, 3 300 km väster om huvudstaden Ottawa. Schoolhouse Lake Park ligger 894 meter över havet.
Terrängen runt Schoolhouse Lake Park är huvudsakligen kuperad, men den allra närmaste omgivningen är platt. Trakten runt Schoolhouse Lake Park är nära nog obefolkad, med mindre än två invånare per kvadratkilometer.. 
I omgivningarna runt Schoolhouse Lake Park växer i huvudsak barrskog.